# 永田朋裕
永田 朋裕（ながた ともひろ）は、日本の俳優、スーツアクター。

## 出演作品

### テレビ
- ブースカ! ブースカ!!（1999年 - 2000年） - カモスケ
- ウルトラマンコスモス（2001年 - 2002年） - イゴマス[1]、ワロガ[1]、グインジェ[1]、エリガル[1]、カオスエリガル[1]、レイキュラ[1]、ラグストーン[1]、デルゴラン[1]、カオスデルゴラン[1]、テールダス・メカレーター[1]、アルケラ[1]、ザゲル[1]、ラグストーン・メカレーター、[1]エリガルII[1]、カオスエリガルII[1]
- 超星神グランセイザー（2003年 - 2004年） - アケロン大星獣[2]
- ウルトラマンネクサス（2004年 - 2005年） - ペドレオン、ノスフェル、フログロス、ゴルゴレム、クトゥーラ、バンピーラ、リザリアス、リザリアスグローラー、メガフラシ、TLT隊員
- ウルトラマンマックス（2005年 - 2006年） - ラゴラス、パラグラー、イフ、キングジョー、ギルファス、ゴドレイ星人
- ウルトラマンメビウス（2006年 - 2007年） - ウルトラの父、ケルビム、ツインテール、ムカデンダー（24話）、クロノーム、ゼットン、ノーバ、ロベルガー、ロベルガー二世、ホー
- ウルトラゾーン（2012年）

### 映画
- 新世紀ウルトラマン伝説（2002年8月3日） - ウルトラヒーロー
- ウルトラマンコスモスVSウルトラマンジャスティス THE FINAL BATTLE（2003年8月2日） - ゴルメデ
- 新世紀2003ウルトラマン伝説 THE KING'S JUBILEE（2003年8月2日） - ウルトラセブン
- ULTRAMAN（2004年12月18日）
- ウルトラマンメビウス&ウルトラ兄弟（2006年9月16日） - ガッツ星人

### オリジナルビデオ
- ウルトラマンティガ外伝 古代に蘇る巨人（2001年1月25日） - 特技アクション
- ウルトラマンダイナ 帰ってきたハネジロー（2001年2月25日） - ワンゼット
- オタスケガール（2003年8月22日） - スタント

### 舞台
- ウルトラマン プレミアムステージ